# Coventry South (circonscription britannique)
Pour les articles homonymes, voir Coventry (homonymie).
Circonscription parlementaire de la Chambre des communes
La circonscription de Coventry South est une circonscription située dans le West Midlands et représentée à la Chambre des communes du Parlement britannique.

## Géographie
La circonscription comprend :
- La partie sud de la ville de Coventry
  - Les quartiers de Stivichall, Earlsdon, Cheylesmore, Whitley, Willenhall, Toll Bar End et Binley

## Membres du Parlement
Les Membres du Parlement (MPs) de la circonscription sont :
1950-1974
| Élection | Élection     | Membre                 | Parti                  | Portrait               |
| -------- | ------------ | ---------------------- | ---------------------- | ---------------------- |
|          | 1950         | Elaine Burton          | Travailliste           |                        |
|          | 1959         | Philip Hocking         | Conservateur           |                        |
|          | 1964         | Bill Wilson            | Travailliste           |                        |
|          | février 1974 | circonscription abolie | circonscription abolie | circonscription abolie |

1997-Présent
| Élection | Élection | Membre           | Parti        | Portrait |
| -------- | -------- | ---------------- | ------------ | -------- |
|          | 1997     | James Cunningham | Travailliste |          |
|          | 2019     | Zarah Sultana    | Travailliste |          |

## Résultats électoraux

### Élections dans les années 2010
| Parti              | Parti                | Candidat             | Voix   | %    | ±     |
| ------------------ | -------------------- | -------------------- | ------ | ---- | ----- |
|                    | Travailliste         | Zarah Sultana        | 19,544 | 43,4 | -11.6 |
|                    | Conservateur         | Mattie Heaven        | 19,143 | 42,5 | +4.4  |
|                    | Libéral Démocrate    | Stephen Richmond     | 3,398  | 7,5  | +4.6  |
|                    | Brexit               | James Crocker        | 1,432  | 3,2  | New   |
|                    | Green                | Becky Finlayson      | 1,092  | 2,4  | +1.1  |
|                    | Indépendant          | Ed Manning           | 435    | 1,0  | New   |
| Majorité           | Majorité             | Majorité             | 401    | 0,9  | -16.0 |
| Participation      | Participation        | Participation        | 45,044 | 63,5 | -2.9  |
| Registre électeurs | Registre électeurs   | Registre électeurs   | 70,970 |      |       |
|                    | Travailliste retenir | Travailliste retenir | Swing  | -8.0 |       |

| Parti              | Parti                | Candidat             | Voix   | %    | ±     |
| ------------------ | -------------------- | -------------------- | ------ | ---- | ----- |
|                    | Travailliste         | Jim Cunningham       | 25,874 | 55,0 | +12.7 |
|                    | Conservateur         | Michelle Lowe        | 17,927 | 38,1 | +3.1  |
|                    | Libéral Démocrate    | Greg Judge           | 1,343  | 2,9  | -1.2  |
|                    | UKIP                 | Ian Rogers           | 1,037  | 2,2  | -10.9 |
|                    | Green                | Aimee Challenor      | 604    | 1,3  | -2.6  |
|                    | Indépendant          | Sandra Findlay       | 224    | 0,5  | New   |
| Majorité           | Majorité             | Majorité             | 7,947  | 16,9 | +9.6  |
| Participation      | Participation        | Participation        | 47,009 | 66,4 | +5.2  |
| Registre électeurs | Registre électeurs   | Registre électeurs   | 70,754 |      |       |
|                    | Travailliste retenir | Travailliste retenir | Swing  | +4.8 |       |

| Parti         | Parti                | Candidat             | Voix   | %    | ±     |
| ------------- | -------------------- | -------------------- | ------ | ---- | ----- |
|               | Travailliste         | Jim Cunningham       | 18,472 | 42,3 | +0.5  |
|               | Conservateur         | Gary Ridley          | 15,284 | 35,0 | +1.6  |
|               | UKIP                 | Mark Taylor          | 5,709  | 13,1 | +9.3  |
|               | Libéral Démocrate    | Greg Judge           | 1,779  | 4,1  | -13.9 |
|               | Green                | Benjamin Gallaher    | 1,719  | 3,9  | +2.5  |
|               | TUSC                 | Judy Griffiths       | 650    | 1,5  | New   |
|               | Mainstream           | Christopher Rooney   | 86     | 0,2  | New   |
| Majorité      | Majorité             | Majorité             | 3,188  | 7,3  | -1.1  |
| Participation | Participation        | Participation        | 43,699 | 61,2 | -1.2  |
|               | Travailliste retenir | Travailliste retenir | Swing  | -0.5 |       |

| Parti         | Parti                  | Candidat             | Voix   | %    | ±    |
| ------------- | ---------------------- | -------------------- | ------ | ---- | ---- |
|               | Travailliste           | Jim Cunningham       | 19,197 | 41,8 | -4.0 |
|               | Conservateur           | Kevin Foster         | 15,352 | 33,4 | +2.9 |
|               | Libéral Démocrate      | Brian Patton         | 8,278  | 18,0 | +0.4 |
|               | UKIP                   | Mark Taylor          | 1,767  | 3,8  | +1.8 |
|               | Socialiste Alternative | Judy Griffiths       | 691    | 1,5  | -1.3 |
|               | Green                  | Stephen Gray         | 639    | 1,4  | New  |
| Majorité      | Majorité               | Majorité             | 3,845  | 8,4  | -6.9 |
| Participation | Participation          | Participation        | 45,924 | 62,4 | +3.3 |
|               | Travailliste retenir   | Travailliste retenir | Swing  | -3.4 |      |

### Élections dans les années 2000
| Parti         | Parti                  | Candidat             | Voix   | %    | ±    |
| ------------- | ---------------------- | -------------------- | ------ | ---- | ---- |
|               | Travailliste           | Jim Cunningham       | 18,649 | 45,8 | -4.4 |
|               | Conservateur           | Heather Wheeler      | 12,394 | 30,5 | +1.0 |
|               | Libéral Démocrate      | Vincent McKee        | 7,228  | 17,8 | +3.7 |
|               | Socialiste Alternative | Robert Windsor       | 1,097  | 2,7  | New  |
|               | UKIP                   | William Brown        | 829    | 2,0  | New  |
|               | Indépendant            | Irene Rogers         | 344    | 0,8  | -0.6 |
|               | Families First         | James Rooney         | 144    | 0,4  | New  |
| Majorité      | Majorité               | Majorité             | 6,255  | 15,3 | -5.4 |
| Participation | Participation          | Participation        | 40,685 | 59,1 | +3.8 |
|               | Travailliste retenir   | Travailliste retenir | Swing  | -2.7 |      |

| Parti         | Parti                   | Candidat             | Voix   | %    | ±     |
| ------------- | ----------------------- | -------------------- | ------ | ---- | ----- |
|               | Travailliste            | Jim Cunningham       | 20,125 | 50,2 | -0.7  |
|               | Conservateur            | Heather Wheeler      | 11,846 | 29,5 | +0.5  |
|               | Libéral Démocrate       | Vincent McKee        | 5,672  | 14,1 | +4.9  |
|               | Socialiste Alliance     | Robert Windsor       | 1,475  | 3,7  | New   |
|               | Indépendant             | Irene Rogers         | 564    | 1,4  | New   |
|               | Socialiste Travailliste | Timothy Logan        | 414    | 1,0  | New   |
| Majorité      | Majorité                | Majorité             | 8,279  | 20,7 | -1.2  |
| Participation | Participation           | Participation        | 40,096 | 55,3 | -13.4 |
|               | Travailliste retenir    | Travailliste retenir | Swing  | -0.6 |       |

### Élections dans les années 1990
| Parti         | Parti                                 | Candidat            | Voix   | %    | ± |
| ------------- | ------------------------------------- | ------------------- | ------ | ---- | - |
|               | Travailliste                          | Jim Cunningham      | 25,511 | 50,9 | ' |
|               | Conservateur                          | Paul Ivey           | 14,558 | 29,0 |   |
|               | Libéral Démocrate                     | Gordon MacDonald    | 4,617  | 9,2  |   |
|               | Socialiste Alternative                | Dave Nellist        | 3,262  | 6,5  |   |
|               | Référendum                            | Paul Garratt        | 943    | 1,9  |   |
|               | Libéral                               | Roger Jenking       | 725    | 1,4  |   |
|               | BNP                                   | Jeffrey Ashberry    | 328    | 0,7  |   |
|               | Rainbow Dream Ticket                  | Anne−Marie Bradshaw | 180    | 0,4  |   |
| Majorité      | Majorité                              | Majorité            | 10,953 | 21,9 |   |
| Participation | Participation                         | Participation       | 50,124 | 68,7 |   |
|               | Travailliste vainqueur (siège recréé) |                     |        |      |   |

### Élections dans les années 1970
| Parti         | Parti                | Candidat             | Voix   | %     | ± |
| ------------- | -------------------- | -------------------- | ------ | ----- | - |
|               | Travailliste         | Bill Wilson          | 30,010 | 51,90 | ' |
|               | Conservateur         | George Gardiner      | 27,816 | 48,10 |   |
| Majorité      | Majorité             | Majorité             | 2,194  | 3,80  |   |
| Participation | Participation        | Participation        | 57,826 | 74,42 |   |
|               | Travailliste retenir | Travailliste retenir | Swing  |       |   |

### Élections dans les années 1960
| Parti         | Parti                | Candidat             | Voix   | %     | ± |
| ------------- | -------------------- | -------------------- | ------ | ----- | - |
|               | Travailliste         | Bill Wilson          | 31,237 | 54,87 | ' |
|               | Conservateur         | Philip Hocking       | 25,697 | 45,13 |   |
| Majorité      | Majorité             | Majorité             | 5,540  | 9,74  |   |
| Participation | Participation        | Participation        | 56,934 | 80,21 |   |
|               | Travailliste retenir | Travailliste retenir | Swing  |       |   |

| Parti         | Parti                                   | Candidat                                | Voix   | %     | ±   |
| ------------- | --------------------------------------- | --------------------------------------- | ------ | ----- | --- |
|               | Travailliste                            | Bill Wilson                             | 29,240 | 51,62 | '   |
|               | Conservateur                            | Philip Hocking                          | 27,407 | 48,38 |     |
| Majorité      | Majorité                                | Majorité                                | 1,833  | 3,24  | N/A |
| Participation | Participation                           | Participation                           | 56,647 | 79,79 |     |
|               | Travailliste vainqueur sur Conservateur | Travailliste vainqueur sur Conservateur | Swing  |       |     |

### Élections dans les années 1950
| Parti         | Parti                                   | Candidat                                | Voix   | %     | ±     |
| ------------- | --------------------------------------- | --------------------------------------- | ------ | ----- | ----- |
|               | Conservateur                            | Philip Hocking                          | 28,584 | 51,65 | +3.24 |
|               | Travailliste                            | Elaine Burton                           | 26,754 | 48,35 | -3.24 |
| Majorité      | Majorité                                | Majorité                                | 1,830  | 3,30  | N/A   |
| Participation | Participation                           | Participation                           | 55,338 | 82,11 |       |
|               | Conservateur vainqueur sur Travailliste | Conservateur vainqueur sur Travailliste | Swing  | +3.24 |       |

| Parti         | Parti                | Candidat             | Voix   | %     | ±     |
| ------------- | -------------------- | -------------------- | ------ | ----- | ----- |
|               | Travailliste         | Elaine Burton        | 27,449 | 51,59 | -3.56 |
|               | Conservateur         | Muriel Williamson    | 25,761 | 48,41 | +3.56 |
| Majorité      | Majorité             | Majorité             | 1,688  | 3,18  | -7.12 |
| Participation | Participation        | Participation        | 53,210 | 81,36 | -4.81 |
|               | Travailliste retenir | Travailliste retenir | Swing  | -3.56 |       |

| Parti         | Parti                | Candidat             | Voix   | %     | ±     |
| ------------- | -------------------- | -------------------- | ------ | ----- | ----- |
|               | Travailliste         | Elaine Burton        | 29,271 | 55,15 | +2.46 |
|               | Conservateur         | John Biggs-Davison   | 23,803 | 44,85 | +3.64 |
| Majorité      | Majorité             | Majorité             | 5,468  | 10,30 | -1.18 |
| Participation | Participation        | Participation        | 53,074 | 86,17 | -1.08 |
|               | Travailliste retenir | Travailliste retenir | Swing  |       |       |

| Parti         | Parti                                  | Candidat            | Voix   | %     | ± |
| ------------- | -------------------------------------- | ------------------- | ------ | ----- | - |
|               | Travailliste                           | Elaine Burton       | 27,977 | 52,69 | ' |
|               | Conservateur                           | Leslie Hore-Belisha | 21,885 | 41,21 |   |
|               | Liberal                                | Richard Soper       | 3,239  | 6,10  |   |
| Majorité      | Majorité                               | Majorité            | 6,092  | 11,48 |   |
| Participation | Participation                          | Participation       | 53,101 | 87,25 |   |
|               | Travailliste vainqueur (nouveau siège) |                     |        |       |   |